# NGC 4749
NGC 4749 is een spiraalvormig sterrenstelsel in het sterrenbeeld Draak. Het hemelobject werd op 7 april 1793 ontdekt door de Duits-Britse astronoom William Herschel.

## Synoniemen
- UGC 8006
- MCG 12-12-20
- ZWG 335.26
- IRAS 12493+7154
- PGC 43527